# Esaltato ordine della Corona di Kedah
L'Esaltato ordine della Corona di Kedah è un ordine cavalleresco del sultanato di Kedah.

## Storia
L'ordine è stato fondato il 21 febbraio 1964.

## Classi
L'ordine dispone delle seguenti classi di benemerenza che danno diritto a dei post nominali qui indicati tra parentesi:
- Cavaliere Gran Commendatore o Dato' Sri Paduka Mahkota Kedah (SPMK) - massimo 20 insigniti
  - Gli insigniti maschi hanno diritto al prefisso Dato' Seri mentre le loro mogli hanno diritto al prefisso Toh Puan
- Cavaliere Commendatore o Dato' Paduka Mahkota Kedah (DPMK) - massimo 100 insigniti
  - Gli insigniti maschi hanno diritto al prefisso Dato' mentre le loro mogli hanno diritto al prefisso Datin
- Compagno o Setia Mahkota Kedah (SMK)
- Membro o Ahli Mahkota Kedah (AMK)

## Assegnazione
- La classe di Cavaliere Gran Commendatore è conferita a persone di alto grado, che sono ben noti per la loro eccellenza nell'esercizio delle loro funzioni allo Stato di Kedah e alla Federazione di Malesia, in qualunque campo.
- La classe di Cavaliere Commendatore è conferita a coloro che hanno, per un certo numero di anni, svolto azioni meritorie con grande responsabilità verso lo Stato di Kedah e la Federazione di Malesia. Viene assegnato a persone di alto grado e con grande influenza.

## Insegne
- Cavaliere gran commendatore

Gli insigniti indossano un collare, un distintivo su una fascia e una placca al petto.
- Cavaliere commendatore

Gli uomini indossano un distintivo su una fascia al collo e una placca al petto.
Le donne indossano un distintivo su un fiocco al petto e una placca al petto.
- Compagno

Gli uomini indossano un distintivo su una fascia al collo.
Le donne indossano un distintivo su un fiocco al petto.
- Membro

Gli insigniti indossano un distintivo al petto.
- Il nastro è rosso con bordi gialli e con due sottili strisce verdi. Il vecchio nastro della classe di gran commendatore era rosso con una striscia centrale gialla con bordi verdi.